# Центральна Азія — Китай, лінії A, B, C
Центральна Азія — Китай — потужна трубопровідна система для постачання центральноазійського (передусім туркменського) газу до Китаю.
Після набуття незалежності Туркменістан намагався знайти нові маршрути експорту свого газу, який становить основне багатство країни. Створена в радянські часи газотранспортна система була орієнтована на російський напрямок, що ставило Туркменістан в залежність від монополіста, який волів скуповувати газ на кордоні без допуску туркменів до безпосередніх угод з кінцевими споживачами. Іран закуповував невеликі обсяги блакитного палива і до того ж сам володів одними з найбільших запасів газу в світі. Анонсований в середині 1990-их газопровід через Афганістан та Пакистан до Індії стабільно перебував у передпроектній стадії через військово-політичну нестабільність на маршруті та невизначеність з належним фінансуванням. В цих умовах найбільш перспективним видавався східний напрямок, де у ролі платоспроможного покупця із достатнім інвестиційним ресурсом виступив Китай. Як наслідок, наприкінці 2000-их — в першій половині 2010-х спорудили систему подачі блакитного палива до китайського кордону, що складалась із трьох ниток, відомих як лінії A, В та C. Всі вони прямували за одним маршрутом довжиною 1830 км із району газопереробного заводу «Алтин-Асир» (ліцензійна ділянка Багтиярлик) через Узбекистан та південні райони Казахстану до китайського Хоргосу.
Будівництво лінії А розпочалось у 2008 році, а її введення в експлуатацію припало на грудень наступного року, при цьому практично одночасно велось спорудження другої нитки. Регулярні поставки по лініях А та В стартували у 2010 році і станом на кінець 2011 року їх загальна пропускна здатність досягла проектних 30 млрд.м3. В районі Хоргосу вони передають ресурс до газопроводу Захід – Схід II, що був введений в дію спеціально під проект закупівлі центральноазійського газу.
В 2012-му розпочали будівництво лінії С, завершення якої припало на 2014 рік. Вона має дещо більший діаметр ніж дві попередні — 1220 мм проти 1067 мм, при цьому її потужність майже дорівнює сукупному показнику двох перших ліній і складає 25 млрд.м3. У Хоргосі ресурс лінії С передається до газогону Захід — Схід III, що був повністю завершений у 2016 році.
Ресурсною базою для перших двох ліній визначили туркменські родовища правобережжя Амудар'ї (концесійна територія Багтиярлик), облаштування яких повинна була забезпечити китайська сторона (13 млрд.м3 на рік), а також вже введені до того в розробку родовища лівобережжя (17 млрд.м3), для подачі продукції яких проклали трубопровід Малай — Багтиярлик. У лінію С згідно міждержавних угод допущені експортні обсяги транзитних країн — 10 млрд.м3 для Узбекистану та 5 млрд.м3 для Казахстану.
На своєму шляху трубопровід Центральна Азія — Китай має перемички з газопроводами Південного Казахстану (Бейнеу — Шимкент, Газлі — Шимкент, БГР — ТБА), що дозволяє як приймати призначений для експорту газ, так і забезпечувати за необхідності стабільність місцевої газотранспортної системи. Також з системи можлива пряма передача ресурсу до газопроводу Алмати — Талдикорган.
Планується, що подальший розвиток інфраструктури для транспортування центральноазійського газу в Китай (лінія D), відбуватиметься за іншим маршрутом, через Таджикистан і Киргизію замість Казахстану.